# Papilio woodfordi
Papilio woodfordi là một loài bướm ngày thuộc họ Papilionidae. Nó được tìm thấy ở rất nhiều đảo trong Thái Bình Dương(xem thêm các phụ loài).
Sải cánh dài 60–67 mm.
Ấu trùng ăn quả trong chi Citrus.

## Phụ loài
- Papilio woodfordi woodfordi (Bougainville, Quàn đảo Shortland)
- Papilio woodfordi choiseuli Rothschild (Choiseul)
- Papilio woodfordi laarchus Godman & Salvin, 1888 (Nhóm New Georgia)
- Papilio woodfordi ariel Grose-Smith, 1889 (Santa Isabel)

## Hình ảnh

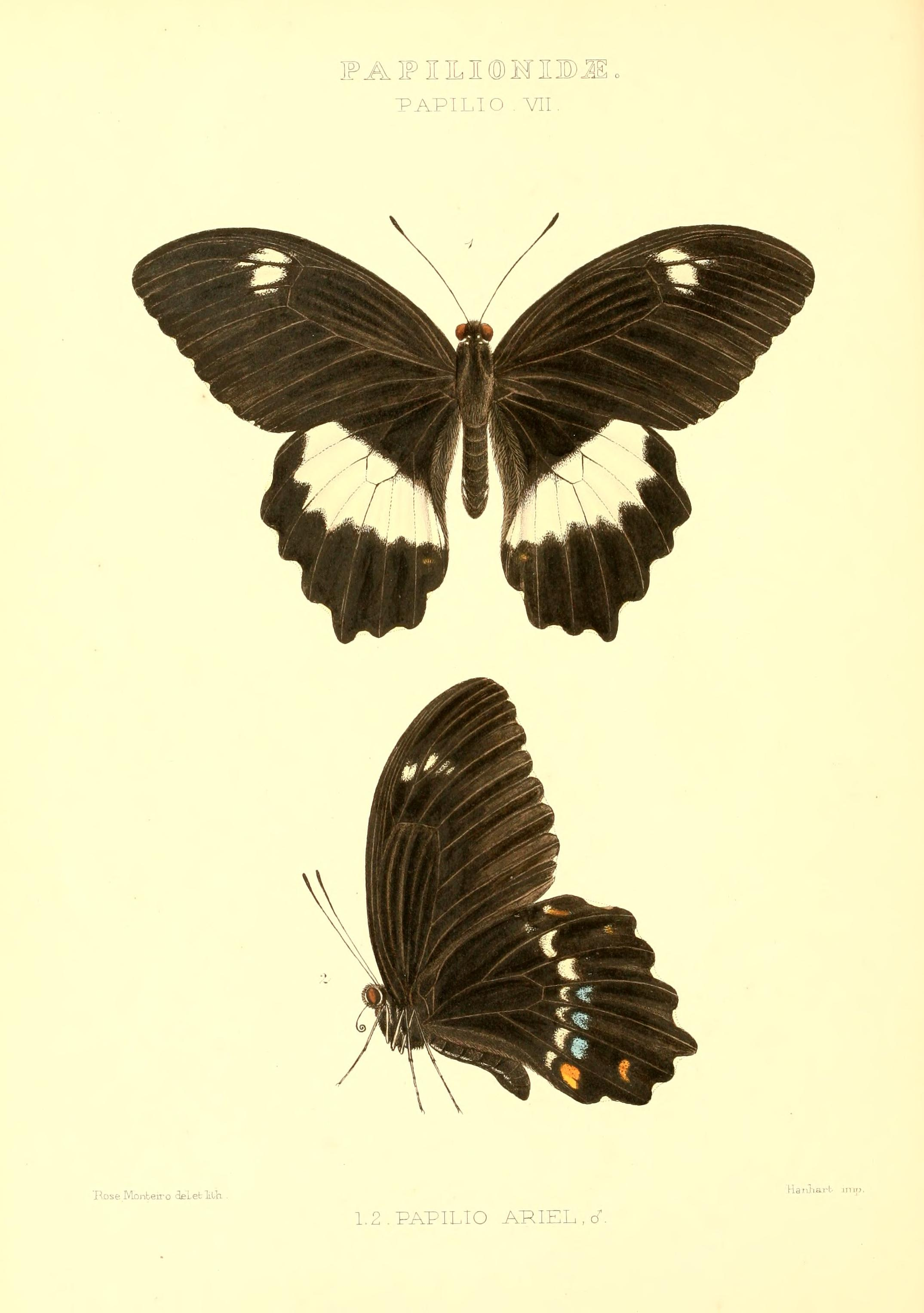
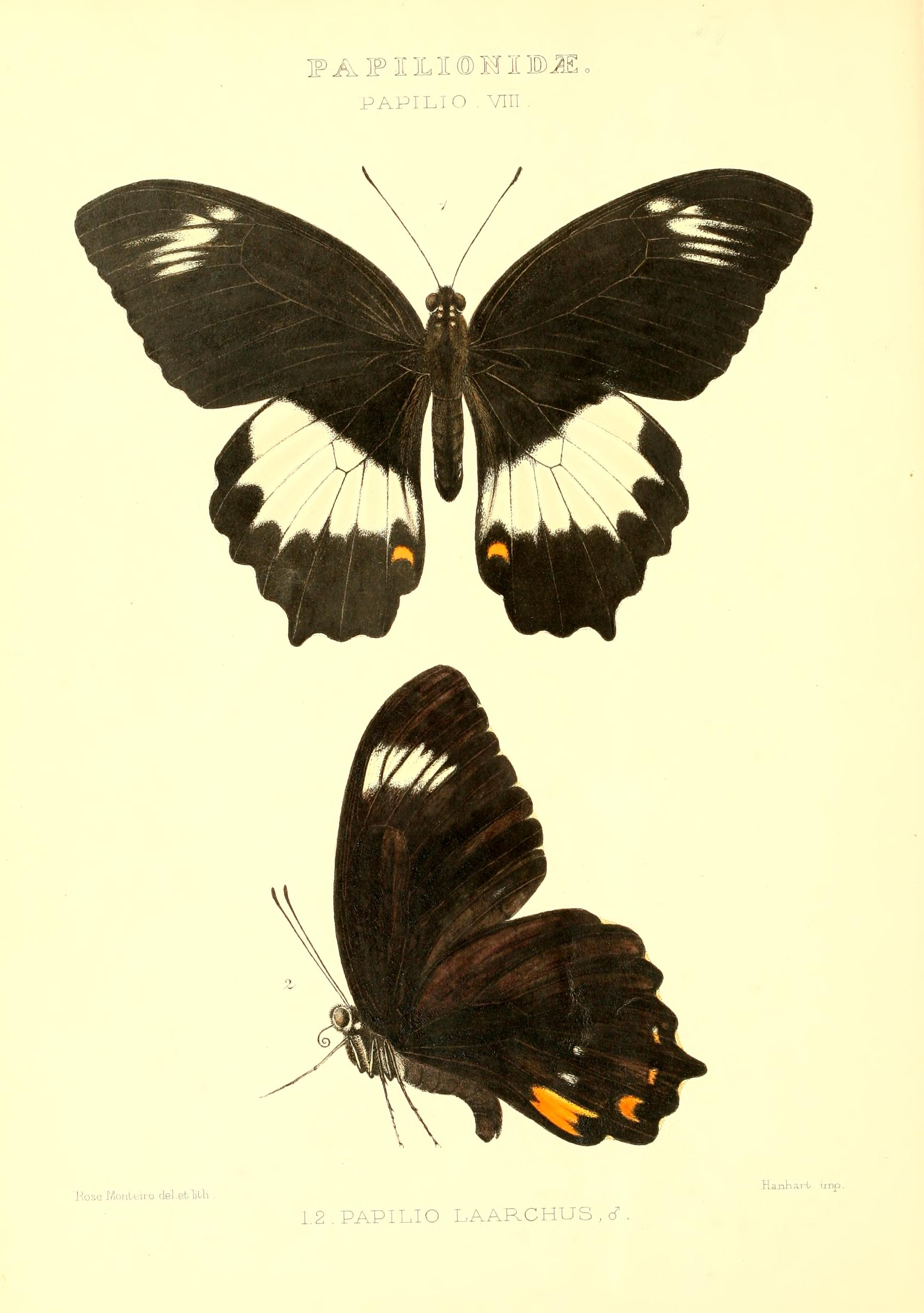
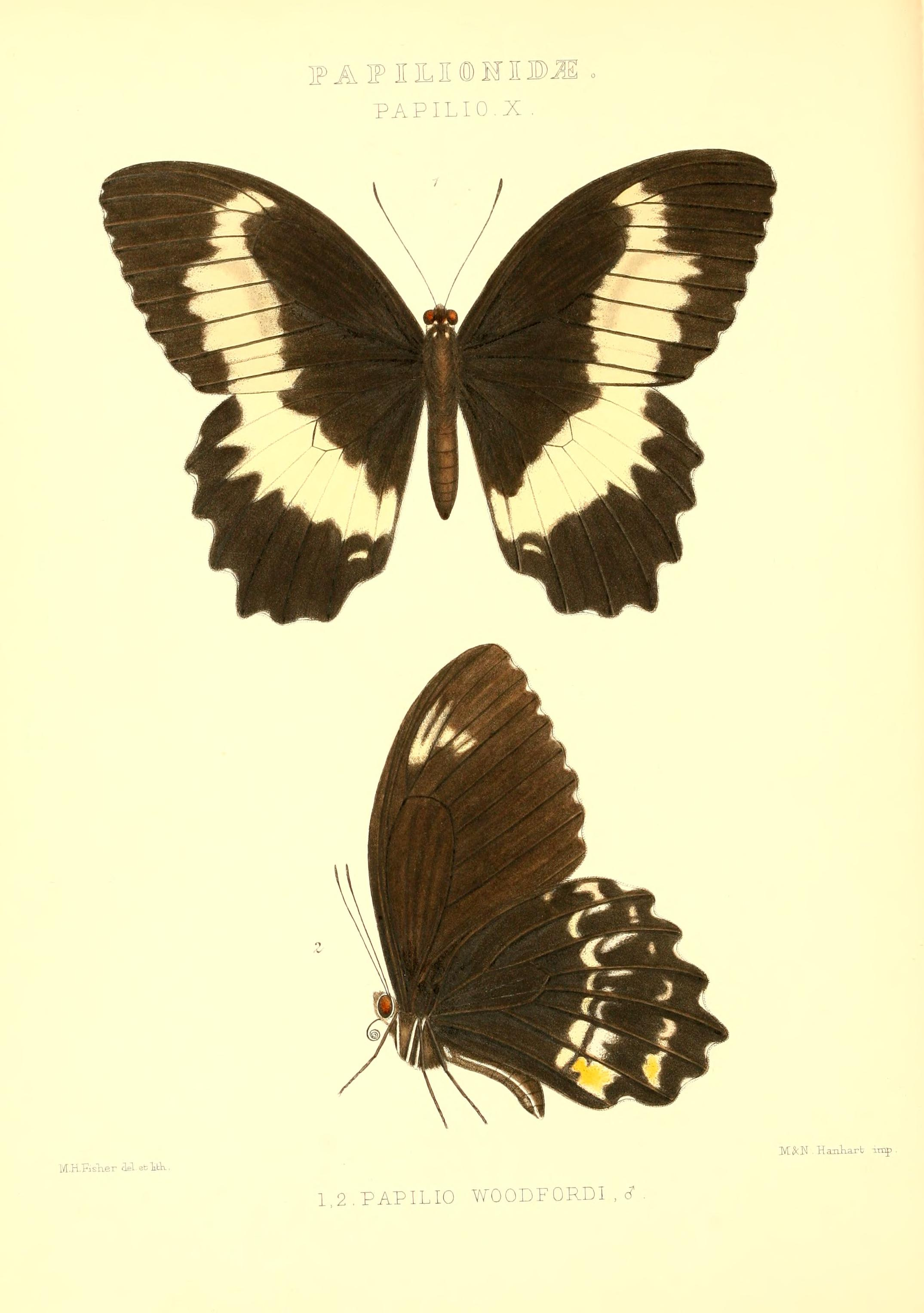
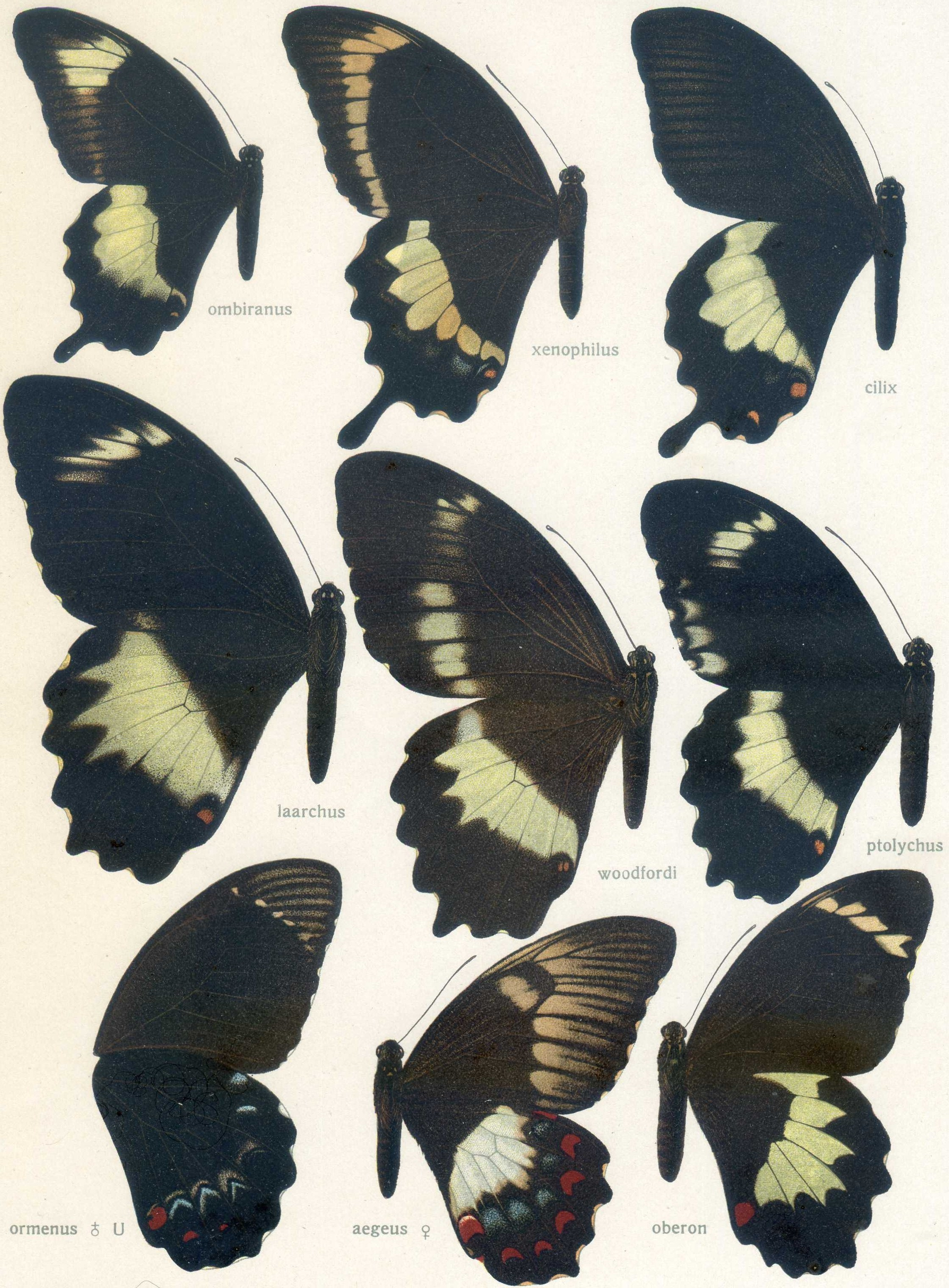